# وندسور
وندسور (بالإنجليزية: Windsor, Vermont)‏ هي بلدة تقع بولاية فيرمونت في الولايات المتحدة. تبلغ مساحتها 51.2 (كم²)، وترتفع عن سطح البحر 325 م، بلغ عدد سكانها 3553 نسمة في عام 2010 حسب إحصاء مكتب تعداد الولايات المتحدة .

## أعلام
- روبرت ألدن
- هوراس إيفرت
- جون وليامز
- إدوارد كورتيس
- جورج سيلدس
- جيمس إل. هوارد
- إدوارد إليشا فيلبس
- كارلوس كوليدج
- ويليام هنتر

## وصلات خارجية
- www.windsorvt.org
- The US50 - Cities and Towns in Vermont State
- Vermont Cities and Towns, Facts, Map, Flag, Colleges, Government, and More